# Hästveda socken
Hästveda socken i Skåne ingick i Östra Göinge härad, ingår sedan 1974 i Hässleholms kommun och motsvarar från 2016 Hästveda distrikt.
Socknens areal är 61,36 kvadratkilometer varav 58,48 land.  År 2000 fanns här 2 182 invånare. Tätorten Hästveda med sockenkyrkan Hästveda kyrka ligger i socknen.

## Administrativ historik
Socknen har medeltida ursprung. 
Vid kommunreformen 1862 övergick socknens ansvar för de kyrkliga frågorna till Hästveda församling och för de borgerliga frågorna bildades Hästveda landskommun. Landskommunen utökades 1952 och övergick samtidigt till Västra Göinge härad. Den sammanlagda landskommunen uppgick 1974 i Hässleholms kommun. Församlingen uppgick 2014 i Hässleholms församling.
1 januari 2016 inrättades distriktet Hästveda, med samma omfattning som församlingen hade 1999/2000.  
Socknen har tillhört län, fögderier, tingslag och domsagor enligt vad som beskrivs i artikeln Östra Göinge härad och Västra Göinge härad. De indelta soldaterna tillhörde Norra skånska infanteriregementet, Västra Göinge kompani och Skånska husarregementet, Liv- och Sandby skvadron.

## Geografi
Hästveda socken ligger nordost om Hässleholm med Tydingen i öster och Lursjön i väster. Socknen är en småkuperad skogsbygd med inslag av odlingsbygd. I socknens nordvästra del ligger torvtäkten Åbuamossen.

## Fornlämningar
Från stenåldern har lösfynd påträffats. Från bronsåldern finns gravhögar, stensättningar och en skålgropsförekomst.

## Namnet
Namnet skrevs 1145 Hestwite och kommer från kyrkbyn. Efterleden är with, 'skog'. Förleden innehåller häst..